# Acoli jezik
Acoli jezik (acholi, atscholi, shuli, gang, lwo, lwoo, akoli, acooli, log acoli, dok acoli; ISO 639-3: ach), jezik podskupine Lango-Acholi, šire skupine luo, zapadnonilotski jezici. Govore ga u Ugandi pripadnici naroda Acholi (746 796; 1991) i oko 45 000 u Sudanu (2000) u distriktu Opari na Acholi Hillsu.
Postoji nekoliko dijalekata: Nyakwai, Dhopaluo (Chopi, Chope), i Labwor, kojega američki jezikoslovac Ruhlen (1987) klasificira kao poseban jezik.

## Vanjske poveznice
- Ethnologue (14th)
- Ethnologue (15th)